# Westliche Rosskarspitze
Die Westliche Rosskarspitze (auch Rosskarspitzen - Westgipfel) bildet zusammen mit der Östlichen Rosskarspitze die Rosskarspitzen. Sie ist 2292 Meter hoch und liegt in den Allgäuer Alpen in Tirol, oberhalb von Stanzach im Lechtal.